# Нендо
Нендо (англ. Nendo) — самый большой и важнейший остров в группе островов Санта-Крус. Административно входит в состав провинции Темоту государства Соломоновы Острова. Альтернативные названия острова — остров Санта-Крус, Ндени, Нитенди и Нденде. Примерно в километре от Нендо расположены маленькие островки Мало и Нибанга.

## География
Площадь Нендо составляет 505,5 км². Высшая точка находится на высоте 549 м над уровнем океана. Длина Нендо составляет около 40 км, ширина — 22 км.

## История
Остров был открыт в 1595 году испанским путешественником Альваро Менданья де Нейро, который дал ему название Остров Санта-Крус.

## Население
Численность населения Нендо составляет около 9911 человек (1999) (в основном меланезийцы). На острове находится административный центр провинции Темоту — город Лата.